# Didelfins
Els didelfins (Didelphinae) són una subfamília de didèlfids americans, la més gran de les dues que componen la família dels didèlfids. Conté setze gèneres vivents.